# Valladares-Nunatak
Der Valladares-Nunatak (spanisch Nunatak Valladares) ist ein Nunatak an der Oskar-II.-Küste des Grahamlands auf der Antarktischen Halbinsel. Er ist einer der zahlreichen Nunatakker auf der Jason-Halbinsel und ragt auf deren Nordseite auf.
Argentinische Wissenschaftler benannten ihn. Der Namensgeber ist nicht überliefert. Möglicher Namensgeber ist Jose Manuel Valladares Solis (* 1980), der am 24. Januar 1980 auf der argentinischen Esperanza-Station geboren wurde.